# Tetragonocephalon lutianus
Tetragonocephalon lutianus is een pissebed uit de familie Cymothoidae. De wetenschappelijke naam van de soort is voor het eerst geldig gepubliceerd in 1978 door Avdeev.